# اتاق چای طلا

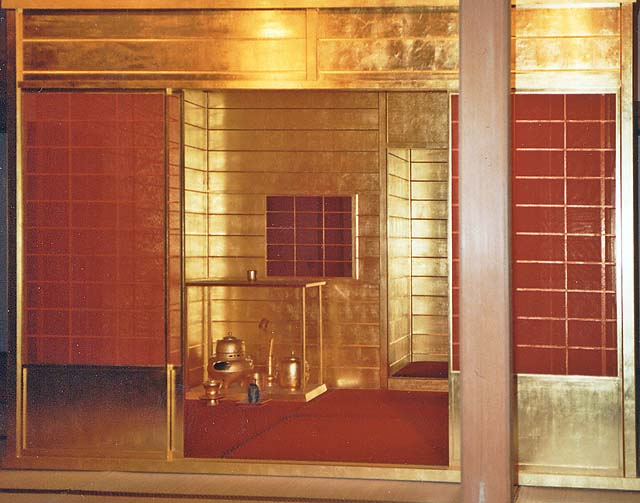
بازسازی اتاق چایِ طلا در قلعه فوشیمی

اتاقِ چایِ طلا (به ژاپنی: 黄金の茶室, Ōgon no chashitsu) یک چاشیتسو (اتاق چای) قابل حمل بود که در قرن شانزدهم در دوره آزوچی–مومویاما برای کانپاکو، تویوتومی هیده‌یوشی به منظور برگزاری مراسم چای ژاپنی ساخته شده بود. امروزه اتاق اصلی از بین رفته‌است، اما تعدادی از وسایل آن بازسازی شده‌است. اولین اشاره به این اتاق در سال ۱۵۸۶ بوده‌است و در سال ۱۵۸۷ از این اتاق چای در مراسم بزرگ چای کیتانو استفاده شد.